# Plöd
Plöd war bis März 2009 die historische Namensform des Gemeindeteils Oberkraimoos der Gemeinde Soyen im oberbayerischen Landkreis Rosenheim.
Der Gemeindeteilname wurde durch das Landratsamt Rosenheim mit Bescheid vom 1. April 2009 von Plöd in Oberkraimoos geändert.